# Моріс Шевальє
Моріс Огю́ст Шевальє (фр. Maurice Auguste Chevalier; 12 вересня 1888, Париж — 1 січня 1972, Париж) — французький естрадний співак, актор кіно. У 1912—1918 роках виступав у театрі оперети, потім на естраді як шансоньє. Став відомим наприкінці 1920-х років. Виступав у Великій Британії, потім у США, брав участь у бродвейських шоу. Під час окупації Франції виступав у Парижі, а також для французьких військовополонених у Німеччині.
З 1911 року Шевальє працював в кіно. У 1930 році вперше знявся у голлівудському фільмі «Innocents of Paris». Також знявся у фільмах «Парад кохання» (1931, номінація на Оскар), «Весела вдова» (1934), «Мовчання — золото» (1947), «Вік кохання» (1956), «Канкан» (1962), «Фанні» (1963), «Діти капітана Гранта» (1965, роль Паганеля) та інших.
Незмінним атрибутом сценічного образу Шевальє був солом'яний капелюх-канотьє.

## Фільмографія

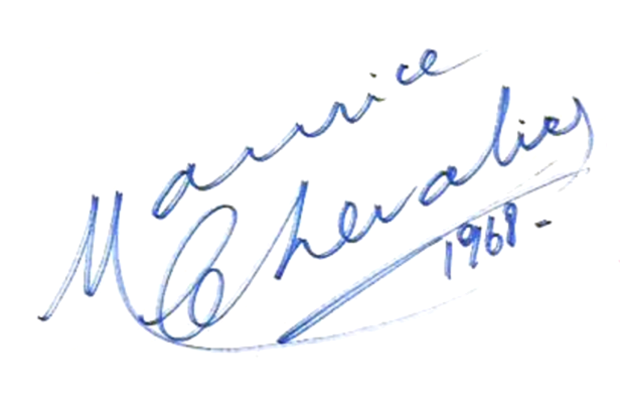
Автограф Моріс Шевальє

- 1929 — Парад кохання / The Love Parade — граф Альфред Рене
- 1931 — Усміхнений лейтенант / The Smiling Lieutenant — лейтенант Ніколаус «Нікі» фон Прейн
- 1932 — Одна година з тобою
- 1934 — Весела вдова / The Merry Widow — Данило
- 1947 — Мовчання — золото / Le Silence est d'or — мосьє Еміль
- 1958 — Жіжі / Gigi — Оноре Лашай